# Mello Alvarenga
Octávio Junqueira Mello Alvarenga (Belo Horizonte, 1926 - Rio de Janeiro, 6 de julho de 2010) foi um advogado especialista em Direito Agrário, escritor e historiador brasileiro.

## Biografia
Autor de dezoito livros de ensaios, poesias, crítica literária, romances e biografias, entre eles "Judeu Nuquim" e "Sexta-Feira, Dezesseis" com os quais ganhou o terceiro lugar do Prêmio Walmap de Literatura em 1967 e 1971, respectivamente.
Também foi presidente da Sociedade Nacional de Agricultura (SNA), presidente da Comissão Permanente de Direito Agrário do Instituto de Advogados Brasileiros (IAB-RJ) e presidente da Sociedade Nacional de Agricultura. Pertenceu à Academia de Agricultura da França e foi um dos criadores da Faculdade de Ciências Agroambientais (FAGRAM).
Recebeu em 1986 a Grã-Cruz da Ordem do Rio Branco, outorgada pelo então presidente da República José Sarney. Em 1997, foi agraciado com o título de Cidadão do Estado do Rio de Janeiro.Faleceu na terça-feira, dia 6 de julho de 2010, aos 84 anos de idade.